# Banded iron formation

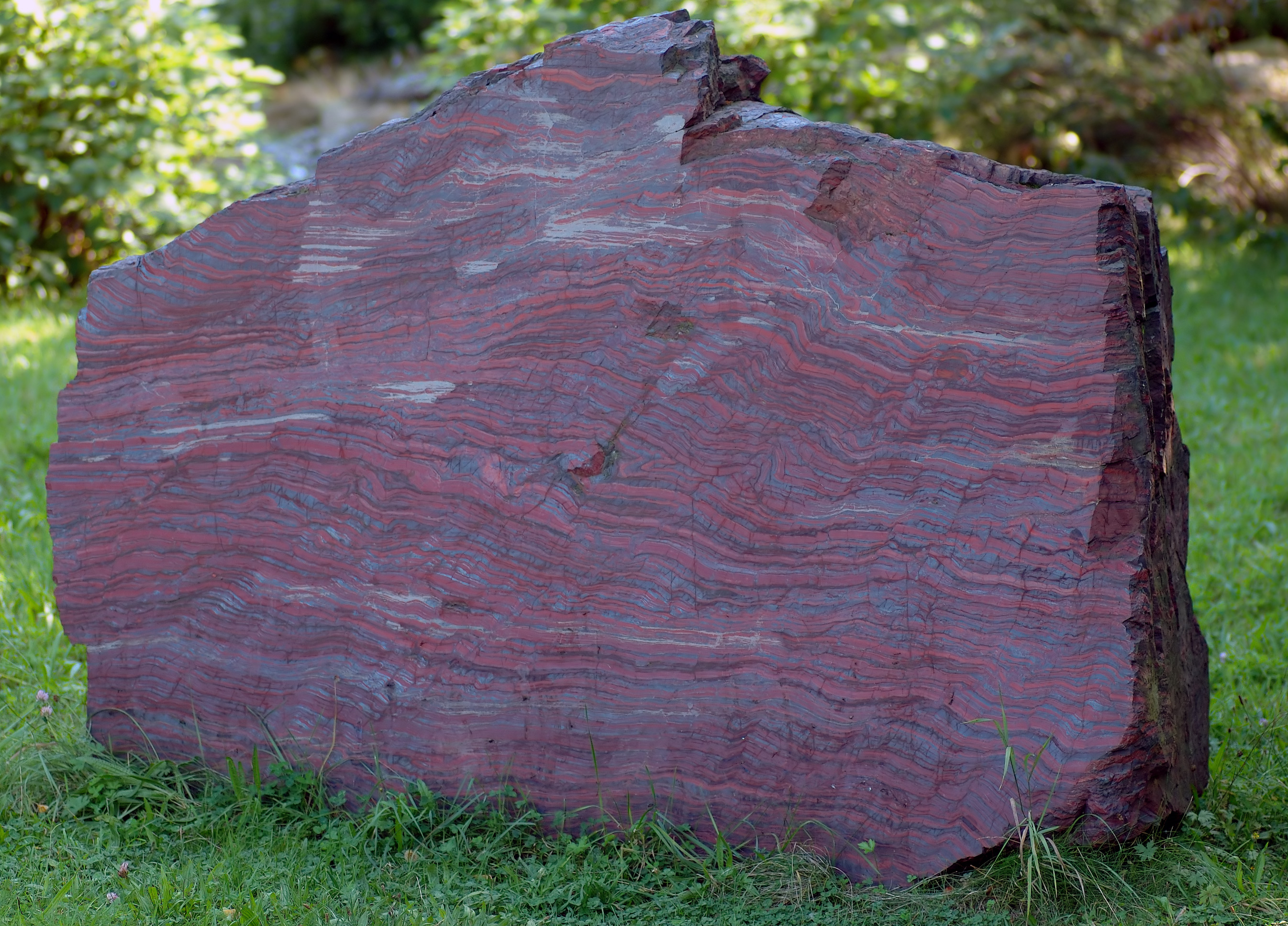
2,1 Ga oude banded iron beds in een stuk gesteente. Let op de afwisseling van ijzerrijke (roodpaarse) en anoxische (donkergrijze) lagen.

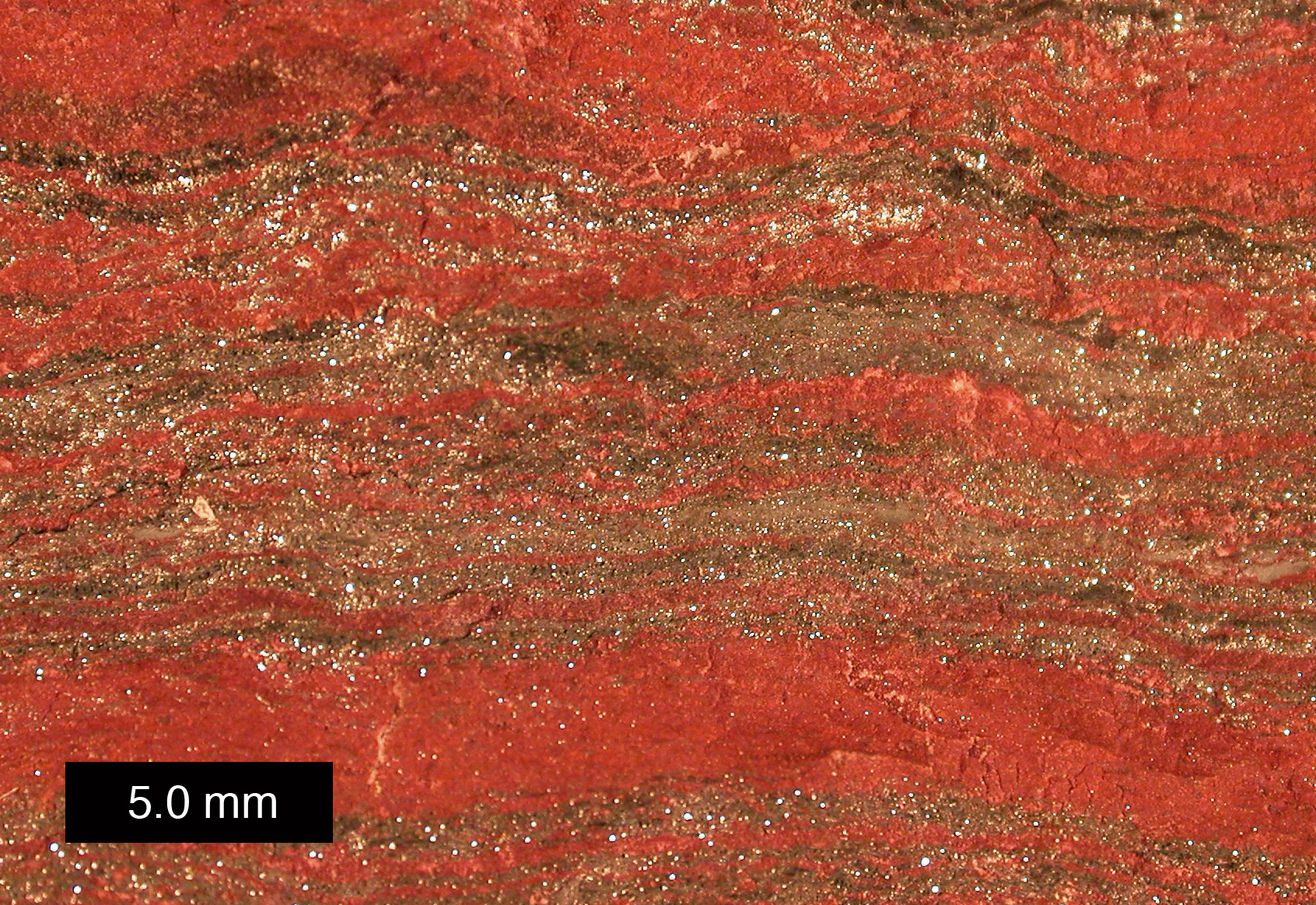
Banded iron formation uit Michigan

Banded iron formations (ook bekend als banded ironstone formations, banded iron beds of onder de afkorting BIF's) zijn zeer oude sedimentaire gesteenten. Ze bestaan uit dunne laagjes ijzeroxiden (magnetiet of hematiet) afgewisseld met vuursteen of schalieachtige lagen. Banded iron formations komen voor in een aantal van de oudste geologische formaties, sommige ervan zijn meer dan 3 Ga oud. De vorming van BIF's was een normaal proces tijdens het oudste deel van de geschiedenis van de Aarde. Na 1,8 Ga worden BIF's zeldzamer, hoewel ook veel jongere voorbeelden gevonden zijn.
Banded iron formations komen alleen voor op zogenaamde kratons, de oudste stukken van de aardkorst. Banded iron formations zijn een belangrijke bron van ijzererts.

## Ontstaan
De kenmerkende rode ijzerrijke laagjes werden gevormd in zeewater als gevolg van een oxidatiereactie met zuurstof. Opgelost ijzer in de oceanen reageerde met deze zuurstof waardoor niet in water oplosbare ijzeroxiden ontstonden. Deze oxiden sloegen neer op de zeebodem op een laag anoxische modder (die later door metamorfose werd omgevormd tot schalie en vuursteen). De afwisseling tussen de ijzerrijke en anoxische lagen wordt wel vergeleken met varven, en herhaalt zich cyclisch. Het is onduidelijk of deze cycliciteit het gevolg is van seizoenen of van een andere cyclus.
De chemische reactie van de neerslag is:
4FeO (aq) + O2 (aq) → 2Fe2O3 (s)
Zuurstof kwam pas in grote hoeveelheden op Aarde voor na het ontstaan van cyanobacteria die het door fotosynthese produceerden. Daarvoor waren de oceanen sterk reductief, zodat opgelost ijzer in grote hoeveelheden voorkwam. Nadat de ontwikkeling van het leven zo ver was dat fotosynthese plaatsvond, werd zuurstof gevormd. De zuurstof verdween in die tijd meteen weer door zich te binden aan het opgeloste ijzer. Op een gegeven moment werd het oplosbaarheidsproduct van de neerslagreactie bereikt. Vanaf dat moment kwam zuurstof in ongebonden vorm in het oceaanwater voor. Men neemt aan dat dit omslagpunt gedurende het vroege Proterozoïcum een aantal keer moet zijn overschreden, voordat de oceanen (en atmosfeer) permanent moleculaire zuurstof (O2) gingen bevatten en zich de zuurstofcrisis voordeed.
De totale hoeveelheid opgeslagen zuurstof in banded iron formations wordt geschat op twintigmaal de huidige hoeveelheid zuurstof in de atmosfeer.

## Latere banded iron formations

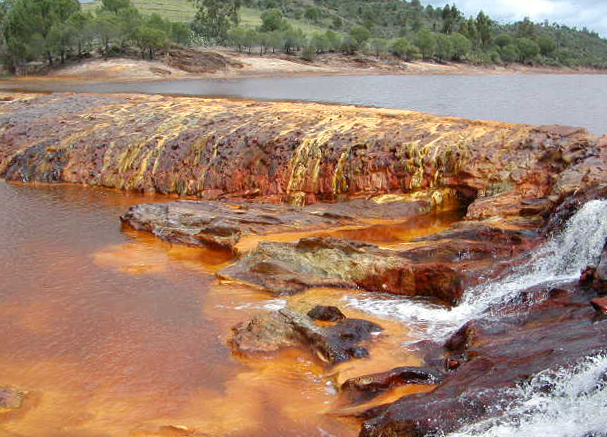
Water stroomt over ijzerrijk gesteente

Lang werd aangenomen dat de jongere banded iron formations het gevolg waren van abnormale plaatselijke zuurstofarme omstandigheden. Daardoor zou plaatselijk ijzer kunnen oplossen in zeewater. Als dit, bijvoorbeeld door de stroming in de oceaan, in aanraking kwam met zuurstofrijk water zou de ijzer in een keer uit het water reageren waarbij de ijzerlaagjes gevormd werden.
Een nieuwere, alternatieve verklaring legt verband tussen het voorkomen van latere banded iron formations en de Snowball Earth hypothese. Volgens deze theorie zouden de oceanen tijdens de vorming van het supercontinent Rodinië tijdens het Cryogenien (850 - 630 Ma) een paar keer compleet bedekt zijn geweest met ijs. Deze Snowball Earths gingen samen met een afname van de hoeveelheid zuurstof in de atmosfeer, een afname die ook het vormen van banded iron formations tot gevolg kan hebben gehad.
Een derde hypothese is dat de ijzeroxiderijke laagjes gevormd werden door oxidatie van ijzer door autotrofe, chemosynthetische micro-organismen.